# Pierre Chapelle de Jumilhac de Cubjac
Pour les articles homonymes, voir Jumilhac.
Pierre Chapelle de Jumilhac de Cubjac, mort le 26 juin 1772 à Paris, est un ecclésiastique catholique français, évêque de Lectoure de 1761 à 1772.

## Famille
Il est le fils de Guillaume Chapelle, seigneur de Cubjac et de Saint-Pardoult la Rivière, et de Julie Foucault. En 1738, son frère Antoine Joseph Marie Macon Chapelle de Jumilhac de Cubjac,  épouse Anne Constance de Bertin (1718-1775), sœur de Charles-Jean de Bertin (1712-1774), évêque de Vannes, et d'Henri Léonard Jean Baptiste Bertin (1720-1792), contrôleur général des finances de 1759 à 1763.
Il est le cousin germain de Jean Joseph Chapelle de Jumilhac, évêque de Vannes puis archevêque d'Arles et commandeur de l'ordre du Saint-Esprit ; l'oncle de Henri François Joseph Chapelle de Jumilhac, député de Seine et Oise, dit le baron de Jumilhac .

## Carrière épiscopale
Agent général du clergé de France de 1755 à 1760, il est nommé évêque de Lectoure en juin 1760, et consacré le 4 janvier 1761 par son cousin Jean-Joseph Chapelle de Saint-Jean de Jumilhac l'archevêque d'Arles. La prise de possession a lieu le 25 juin 1762 et se distingue du cérémonial habituel par des feux de joie et des batteries de tambours pendant deux jours.
Il commence à gérer le diocèse depuis Paris. Il lui faut s’occuper des réparations du palais épiscopal (dont M. de Narbonne, héritier du précédent évêque Claude-François de Narbonne-Pelet, s’est empressé de faire enlever meubles et tapisseries), et de donner des instructions très détaillées sur l’équipement de sa maison et sa domesticité, dans une abondante correspondance qui permet de se représenter son train de vie.
Son épiscopat, qui tient de la carrière d’un administrateur plus ou moins mondain, ne présente pas de fait marquant. Il meurt à Paris en 1772, pendant une assemblée du clergé où il représentait sa province.